# Hszi-vang-mu

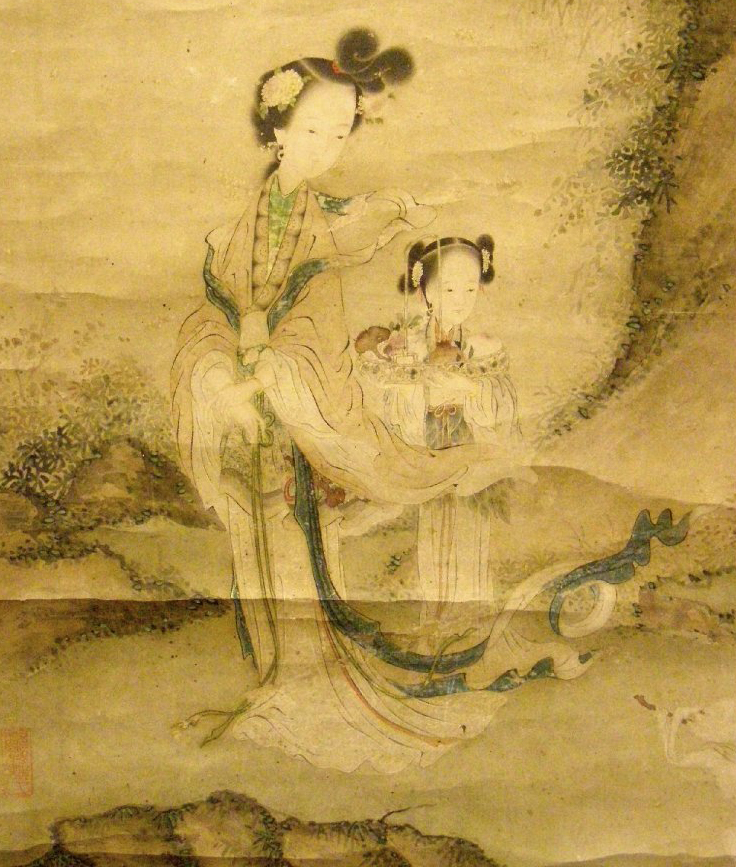
Hszi-vang-mu (Xiwangmu)t ábrázoló festmény

Hszi-vang-mu (Xiwangmu) (magyarul: Nyugati anyakirálynő, vagy Nyugati Királyi Anya) a nyugati égtáj úrasszonya az ókori kínai mitológiában, később egyfajta istennő. Egyes legendák szerint ő birtokolja a halhatatlanság varázsszerét. A legősibb mítoszokban Hszi-vang-mu (Xiwangmu) az alvilág nyugaton található birodalmának uralkodónője lehetett. A középkori taoizmusban és a folklórban Hszi-vang-mu (Xiwangmu) a halhatatlanok Kunlun hegyi paradicsomának gazdasszonya, ahol a halhatatlanság őszibarackjai teremnek. A középkori képeken Hszi-vang-mu (Xiwangmu)t gyönyörű fiatal nőként ábrázolták, udvari öltözékben, hajában hajtűvel, gyakorta páva kíséretében, vagy páván ülve.

## Korai története
A legrégibb leírásokban, például a Hegyek és vizek könyvében (i. e. 4-2. sz.) Hszi-vang-mu (Xiwangmu) emberhez hasonlatos lényként szerepe, akinek párducfarka és tigrisfoga van, szeret fütyülni, kócos hajában hajtűt visel, és ő felügyeli az égi büntetéseket és az „öt fenyítést”. Hszi-vang-mu (Xiwangmu) egy barlangban lakik, és három kék madár hordja neki az élelmet. A Hegyek és vizek könyvéhez íródott egyik kommentár szerző, Kuo Pu (Guo Pu) szerint Hszi-vang-mu (Xiwangmu)t egy olyan istenségnek tekintették, aki járványokkal, betegségekkel és természeti csapásokkal árasztotta el a világot. Egy 3. századi mű, a Po-vu-cse (Bowuzhi) (《博物志》; „Minden dolgok leírása”) szerint Hszi-vang-mu (Xiwangmu) rendelkezik az emberek életével, kivéve a bölcsekét, a szentekét és a taoistákét. Az alakjával kapcsolatos legkorábbi mítoszok szerint, kezdetben minden bizonnyal a halál és a ragályos betegségek istene lehetett. Más mítoszok azonban úgy tudják, hogy Hszi-vang-mu (Xiwangmu) a Kunlun hegyen él a palotájában, ahol a függőkertjei (hszüan-pu (xuanpu) 懸圃) is találhatók. Más legendaváltozatok szerint a Fehér Jádehegyen (Pajjü-san (Baiyushan) 白玉山) lakik, és a lakhelyéhez vezető úton folyik a Zso-suj (Ruoshui) (若水) folyó.
Az i. sz. 193-nál nem későbbi csingani (jingani) kripta (Santung (Shandong) tartomány) bejáratánál látható sírkövön Hszi-vang-mu (Xiwangmu)t még antropomorf alakban ábrázolják, a hajában hatalmas hajtűvel. A hegy központi, legmagasabb csúcsán trónol, alatta valamivel pedig egy tigris látható, amely a nyugati égtáj szelleme. Mellette nyulak találhatók, amelyek mozsarakban a halhatatlanság elixírjét őrölik. Ennek a szernek a megszerzése áll a központjában a Ji (Yi), a mesteríjász közismert történetének is. Az időszámítás kezdete körül azonban Hszi-vang-mu (Xiwangmu) fokozatosan emberi alakot öltött, általában már gyönyörű nőként ábrázolták. A Han-dinasztia hivatalos történeti művében, a Han su (Han shu)ban (i. sz. 1. sz.) az olvasható, hogy Hszi-vang-mu (Xiwangmu)t istenségként tisztelték, aki az égi büntetéseket felügyeli. Egy i. sz. 3. században történt hatalmas aszály idején áldozatokat mutattak be Hszi-vang-mu (Xiwangmu)nak, amelyeket a szenvedők megsegítéséért való könyörgések kísértek.

## Kapcsolata a kínai uralkodókkal

### Sun(Shun)császár
A Bambusz-évkönyvek tanúsága szerint a legendás Sun (Shun) császár uralkodásának 9. esztendejébe maga Hszi-vang-mu (Xiwangmu) látogatott el az uralkodóhoz.

### NagyJü(Yu)
A jelentős konfuciánus filozófus, Hszün-ce (Xunzi) (kb. i. e. 312–230) szerint a legendás uralkodó Nagy Jü (Yu) Hszi-vang-mu (Xiwangmu) országában folytatta a tanulmányait.

### Mu király

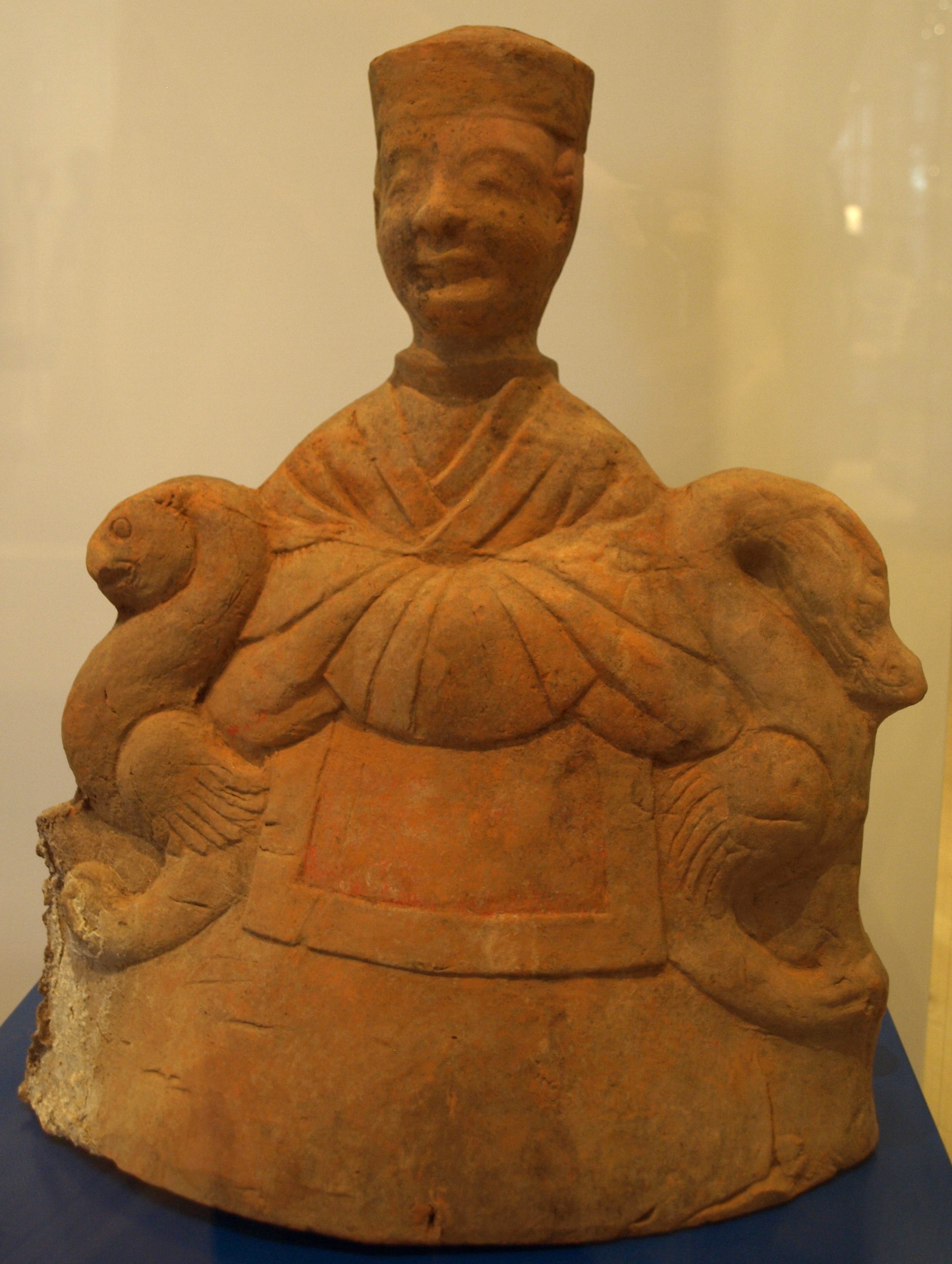
Hszi-vang-mu (Xiwangmu)t ábrázoló agyagszobor az i. sz. 2. századból

A Csou (Zhou)-dinasztia ötödik uralkodójának Mu királynak (Mu vang (Mu wang) 穆王; i. e. 10. sz.), a legendás utazását írja le a vitatott keletkezésű (valamikor i. e. 4. sz. és i. sz. 4. sz. között) Mu-tien-ce-csuan (Mutianzizhuan) (《穆天子傳》„Munak, az ég fiának története”) című mű, amelyben a király selymet visz a gyönyörű asszonyi alakban megjelenő Hszi-vang-mu (Xiwangmu)nak, bort iszik vele a Jáde-tó (Jaocse (Yaochi) 瑤池) partján és hallgatja dalait.

### Vu(Wu)császár
Pan Ku (Ban Gu) (班固; i. sz. 32-92) áltörténeti elbeszélésében, amelynek a címe: Han Vu ku-si (Han Wu gushi) (《漢武故事》; „Régi történetek a Han-házbeli Vu (Wu) császárról”) a központi történet Hszi-vang-mu (Xiwangmu), bíbor hintóban tett látogatása a Han-házbeli Vu (Wu) császárhoz (i. e. 141-87). A történet szerint Hszi-vang-mu (Xiwangmu) hintóját tündérleányok kormányozták, és két kék madár volt a személyes szolgálója. Hszi-vang-mu (Xiwangmu) látogatásának a célja, hogy elvigye a császárnak ajándékba az örökélet őszibarackjait (pan-tao (pantao) 蟠桃). Lehetséges, hogy ennek a történetnek az előzménye volt a Bambusz-évkönyvekben fennmaradt utalás, amely szerint Hszi-vang-mu (Xiwangmu) meglátogatta Sun (Shun) császárt.

## Alakja a középkorban
Amikor az időszámítás első évszázadaiban a filozófiai taoizmus egyre inkább vallási színezetet öltött, Hszi-vang-mu (Xiwangmu) alakja is kiegészült taoista jellegzetességekkel. A taoisták úgy tartották, hogy Hszi-vang-mu (Xiwangmu) az éterből született, vagyis a női princípiumot képviselő jin (yin) lényegű lény. Ekkor már férje is van Tung-vang-kung (Dongwanggong) (東王公), vagyis a Kelet ura személyében. Egy legenda szerint Hszi-vang-mu (Xiwangmu) évente egyszer találkozik vele egy hatalmas madár hátán.
Mivel a hagyomány kínai öt elem rendszerében a nyugati égtáj a fém elemnek (csin (jin) 金) felel meg, ezért Hszi-vang-mu (Xiwangmu) második neve: Csin-mu (Jinmu) (金母), vagyis „fém anya” vagy „arany anya”. A taoista hagyományban Hszi-ling-vang-mu (Xilingwangmu)nak (西靈王母; „Nyugati szellem királyi anya”) vagy Jao-cse-csin-mu (Yaochijinmu)nak (瑤池金母; „Jáde-tavi arany anya”) is nevezik.
A középkori taoista hagyományban és nép folklórban Hszi-vang-mu (Xiwangmu) a halhatatlanok (hszien (xian) 仙) Kunlun-hegyi paradicsomának gazdasszonya, ahol kertjében a halhatatlanság őszibarackjai teremnek. A halhatatlanok rendszeresen ünnepi lakomára gyűlnek össze nála. A férje felügyeli a halhatatlanok jegyzékét, akiket tetteik szerint időről-időre megjutalmaznak vagy megbüntetnek.
A középkori képeken Hszi-vang-mu (Xiwangmu)t udvari öltözéket viselő, gyönyörű fiatal nőként ábrázolják. Hajában hajtűt visel, gyakorta pedig páva hátán ül, vagy páva kíséretében jelenik meg. Előszeretettel ábrázolták alakját a népi nyomatokon is, amelyeken akár férjével együtt jelenik meg. Az ilyen nyomatokat például temetések alkalmával égették el, hogy segítse a halottat a túlvilági útján. Hszi-vang-mu (Xiwangmu) képmását azonban előszeretettel ajándékozták a nők 50. születésnapjára is. Peking környékén, ha a földművesek a várható időjárást akarták előre tudni, akkor jóslatért Hszi-vang-mu (Xiwangmu)hoz fordultak. Olykor Vang-mu niang-niang (Wangmu niangniang)nak (王母娘娘), vagyis „Uralkodói anyánknak” is nevezték. Ismert olyan legenda is, amely szerint Hszi-vang-mu (Xiwangmu)nak 9 fia és 24 lánya volt. Hszi-vang-mu (Xiwangmu) alakja gyakorta felbukkan a középkori regényekben, így például a népszerű Nyugati utazásban is, ahol a majomkirály az ő kertjében dézsmálja meg a halhatatlanság őszibarackjait. Hszi-vang-mu (Xiwangmu) azonban nem ismeretlen a koreai és a mongol irodalomban sem, sőt igen népszerű a hagyományos távol-keleti költészetben.

## További információ
- Dashu, Max. Xi Wangmu: the shamanic great goddess of China
- Encyclopedia Britannica: "Xiwangmu"
- Wu Hung. "Xiwangmu, the Queen Mother of the West" Archiválva 2014. április 8-i dátummal a Wayback Machine-ben